# Bah, Humduck! A Looney Tunes Christmas
Bah, Humduck! A Looney Tunes Christmas is een animatiefilm uit 2006 onder regie van Charles Visser. De film, die direct-naar-video ging in de Verenigde Staten, is een parodie op Charles Dickens' A Christmas Carol.

## Verhaal
Daffy Duck, die te zien is als Ebenezer Scrooge bezit de Lucky Duck Mall en behandelt zijn werknemers slecht. Na een discussie met Bugs Bunny vertelt hij dat hij een hekel heeft aan feestdagen. Bugs waarschuwt Daffy dat hij moet oppassen voor de "Geesten van Kerstmis", hetgeen Daffy niet serieus neemt.
Nadat hij zijn werknemers heeft uitgeput op Kerstavond, verwacht hij ze de volgende ochtend ook vroeg terug op werk. Porky Pig, die te zien is als Bob Cratchit, vraagt aan Daffy of hij de volgende ochtend vrij mag nemen om tijd door te brengen met zijn dochter Priscilla, die de vrouwelijke versie van Tiny Tim speelt. Wanneer Daffy weigert, wordt hij gewaarschuwd door Sylvester, die hem vertelt dat drie geesten hem zullen bezoeken.
Ondertussen is Daffy ingesloten vanwege een overbelading aan sneeuw en sluit zich zelf op voor de geesten. Echter, de The Ghosts of Christmas Past (Granny & Tweety) weten hem te bereiken. Ze nemen hem mee naar zijn jeugd, waar hij leefde bij de Lucky Duck Orphanage. Hier werd hij genegeerd door zijn potentiële ouders, wat een oorzaak was van zijn wreedheid.
The Ghost of Christmas Present (Yosemite Sam) laat hem zien dat zijn werknemers erg verdrietig zijn om zijn aanpak en dat als hij niet verandert, zijn toekomst donker zal zijn. The Ghost of Christmas Future (Tasmanian Devil) laat hem zien dat hij zeer spoedig zal overlijden vanwege zijn wreedheid en dat niemand er om rouwt.
Wanneer Daffy ontwaakt, verandert hij zijn leven en geeft hij Porky een promotie, zodat Priscilla een toekomst heeft. Daarnaast geeft hij presenten aan iedereen en laat hij zijn donkere houding achter zich.

## Stemcast
- Joe Alaskey - Daffy Duck, Sylvester, Marvin the Martian, Foghorn Leghorn, Pepé Le Pew
- Bob Bergen - Porky Pig, Tweety/Ghost of Christmas Past, Speedy Gonzales
- Jim Cummings - Taz/Ghost of Christmas Future, Gossamer
- June Foray - Granny/Ghost of Christmas Past
- Maurice LaMarche - Yosemite Sam/Ghost of Christmas Present
- Tara Strong - Priscilla Pig, House Wife
- Billy West - Bugs Bunny, Elmer Fudd